# Fran Warren
Pour les articles homonymes, voir Warren.
Fran Warren, de son vrai nom Frances Wolfe, née le 4 mars 1926 à New York et morte le 4 mars 2013 à Brookfield dans le Connecticut, est une chanteuse et actrice américaine.

## Biographie

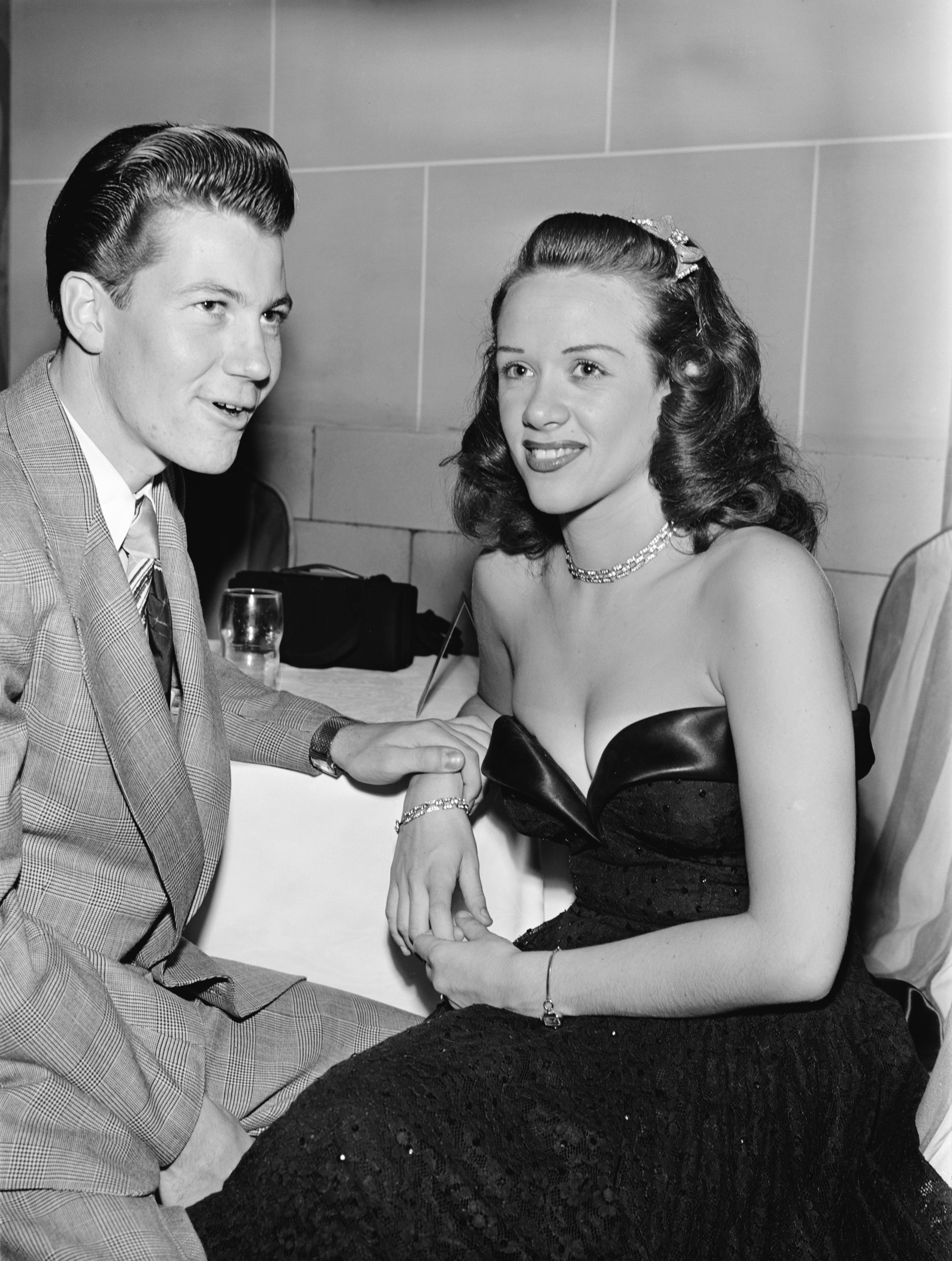
Gene Williams et Fran Warren à New York en août 1947.

Née dans une famille juive établie dans le Bronx à New York, elle commence sa carrière de chanteuse dès l'adolescence. Après une première audition infructueuse pour Duke Ellington, elle chante pour les groupes de Randy Brooks, Art Mooney, Charlie Barnet, Claude Thornhill et Billy Eckstine. Ce dernier lui donne alors le nom de scène de Fran Warren.
C'est avec Claude Thornhill qu'elle connaît le succès avec l'enregistrement du titre A Sunday Kind Of Love, un des plus fameux titres de la période Big band, pour le label Columbia Records en 1947. L'année suivante marque le début de sa carrière en solo, lorsqu'elle signe un contrat avec RCA Records. Les enregistrements se succèdent, mais le plus célèbre d'entre eux est un duo avec Tony Martin sur le titre I Said My Pajamas (and Put On My Pray'rs), qui se hisse à la 3e place des charts.
Au début des années 1950, ses enregistrements ne connaissant plus la même popularité, Fran Warren quitte RCA Records pour MGM Records, où elle renoue avec le succès et notamment avec le tube It's Anybody's Heart, enregistré en 1953. Des albums paraissent tout au long de la décennie, dont Hey There! Here's Fran Warren en 1957 et Something's Coming, en 1960. Elle se produit parfois dans les talk-shows de Johnny Carson, Mike Douglas, Merv Griffin et Steve Allen.
Fran Warren se lance aussi dans la comédie musicale. En 1952, elle fait une apparition remarquée sur le grand écran dans le film Abbott and Costello Meet Captain Kidd en compagnie de Charles Laughton. Sur scène, elle joue dans The Pajama Game et Finian's Rainbow avant de décrocher le rôle-titre dans Mame.
En 1964, elle est arrêtée pour possession de marijuana, ce qui nuit temporairement à sa popularité et lui vaut de nombreuses critiques.
Vers la fin des années 1970, Fran décide de renouer contact avec le trompettiste et directeur musical Joe Cabot avec lequel elle avait énormément collaboré entre 1950 et 1960. Leur nouvelle association les amène à faire des tournées ensemble de 1979 à 1982 et à faire par deux fois salles combles au club de jazz réputé de Michael's Pub à New-York.
Veuve de Woody Witt, elle est mère de deux filles, Jody (1954 - 2010) et Athena.
Elle réside à Brookfield dans le Connecticut jusqu'à son décès, survenu le 4 mars 2013, le jour de son 87e anniversaire.

## Discographie
- 1951 : Mr Imperium
- 1956 : Mood Indigo
- 1957 : Hey There! Here's Fran Warren
- 1960 : Something's Coming
- 2006 : Come into My World

## Filmographie
- 1951 : The Colgate Comedy Hour (série TV) - épisode Would-Be Gentleman
- 1952 : Four Star Revue (série TV) : invitée
- 1952 : Abbott et Costello rencontrent le capitaine Kidd : Lady Jane
- 1972 : Toys Are Not for Children : Edna Godard